# Хьюстон, Аллан
Аллан Уэйд Хьюстон (англ. Allan Wade Houston; род. 20 апреля 1971, Луисвилл, Кентукки) — американский баскетболист, выступавший за команды Национальной баскетбольной ассоциации «Детройт Пистонс» и «Нью-Йорк Никс», олимпийский чемпион 2000 года. Играл на позиции атакующего защитника. Учился в Университете Теннесси, был выбран на драфте НБА 1993 года под 11-м номером. Дважды, в 2000 и 2001 годах, участвовал в Матче всех звёзд НБА. В 2000 году в составе сборной США стал олимпийским чемпионом. Помощник генерального менеджера в «Нью-Йорк Никс».

## Биография
Аллан Хьюстон родился в Луисвилле, штат Кентукки, в семье баскетболиста и тренера Уэйда Хьюстона, учился в старшей школе Болларда и выступал за школьную баскетбольную команду, в 1988 году помог ей выиграть чемпионат штата. После окончания школы Аллан поступил в Университет Теннесси, баскетбольную команду которого тренировал его отец. За четыре года в колледже он набрал 2801 очков, став самым результативным игроком в истории университета. В 2011 году его 20-й номер был выведен из обращения в университетской команде.
В 1993 году Хьюстон был выбран на драфте НБА под 11-м номером командой «Детройт Пистонс», у которой после двух чемпионских титулов в 1989 и 1990 годах наступил спад. В дебютном сезоне Аллан получал мало игрового времени, но к третьему сезону стал одним из ведущих игроков команды, особенно эффективном в нападении с дальней дистанции.
Став свободным агентом в 1996 году, Хьюстон подписал контракт с «Нью-Йорк Никс». Он стал ключевым игроком команды, которая в 1999 году дошла до финала НБА, а в 2000 году — до финала Восточной конференции. В 2000 и 2001 годах Хьюстон играл в Матче всех звёзд НБА, в 2000 году стал олимпийским чемпионом в составе сборной США. В сезоне 2003/2004 он из-за травмы колена пропустил около 30 игр, а в следующем сезоне сыграл лишь в двадцати и в 2005 году фактически завершил карьеру. Его контракт был действителен до конца сезона 2006/2007, в котором Хьюстон не сыграл ни одной игры, но, получив за последний сезон 20 миллионов долларов, являлся вторым по зарплате игроком в НБА. В 2005 году при составлении нового коллективного договора игроков с клубами случай Хьюстона вылился в специальный пункт об амнистии, по которому игрок с действующим контрактом, завершивший карьеру из-за проблем со здоровьем, мог не учитываться при расчёте налога на роскошь.
В 2007 и 2008 годах Хьюстон пытался вернуться в НБА и играл за «Нью-Йорк Никс» на предсезонных сборах, но из-за плохой физической формы закрепиться в команде ему не удалось. Окончательно завершив карьеру игрока, он получил должность ассистента генерального менеджера «Никс». Хьюстон является совладельцем фирмы UNK NBA, занимающейся производством спортивной одежды. Он также через свой фонд занимается благотворительностью, а в 2008 году устраивал сбор средств на президентскую кампанию Барака Обамы.

## Статистика

### Статистика в НБА
| Сезон                                                                                    | Команда  | Регулярный сезон | Регулярный сезон | Регулярный сезон | Регулярный сезон | Регулярный сезон | Регулярный сезон | Регулярный сезон | Регулярный сезон | Регулярный сезон | Регулярный сезон | Регулярный сезон | Серия плей-офф | Серия плей-офф | Серия плей-офф | Серия плей-офф | Серия плей-офф | Серия плей-офф | Серия плей-офф | Серия плей-офф | Серия плей-офф | Серия плей-офф | Серия плей-офф |
| Сезон                                                                                    | Команда  | GP               | GS               | MPG              | FG%              | 3P%              | FT%              | RPG              | APG              | SPG              | BPG              | PPG              | GP             | GS             | MPG            | FG%            | 3P%            | FT%            | RPG            | APG            | SPG            | BPG            | PPG            |
| ---------------------------------------------------------------------------------------- | -------- | ---------------- | ---------------- | ---------------- | ---------------- | ---------------- | ---------------- | ---------------- | ---------------- | ---------------- | ---------------- | ---------------- | -------------- | -------------- | -------------- | -------------- | -------------- | -------------- | -------------- | -------------- | -------------- | -------------- | -------------- |
| 1993/94                                                                                  | Детройт  | 79               | 20               | 19,2             | 40,5             | 29,9             | 82,4             | 1,5              | 1,3              | 0,4              | 0,2              | 8,5              | Не участвовал  | Не участвовал  | Не участвовал  | Не участвовал  | Не участвовал  | Не участвовал  | Не участвовал  | Не участвовал  | Не участвовал  | Не участвовал  | Не участвовал  |
| 1994/95                                                                                  | Детройт  | 76               | 39               | 26,3             | 46,3             | 42,4             | 86,0             | 2,2              | 2,2              | 0,8              | 0,2              | 14,5             | Не участвовал  | Не участвовал  | Не участвовал  | Не участвовал  | Не участвовал  | Не участвовал  | Не участвовал  | Не участвовал  | Не участвовал  | Не участвовал  | Не участвовал  |
| 1995/96                                                                                  | Детройт  | 82               | 75               | 37,5             | 45,3             | 42,7             | 82,3             | 3,7              | 3,0              | 0,7              | 0,2              | 19,7             | 3              | 3              | 45,3           | 43,1           | 33,3           | 90,0           | 2,7            | 2,0            | 0,0            | 0,3            | 25,0           |
| 1996/97                                                                                  | Нью-Йорк | 81               | 81               | 33,1             | 42,3             | 38,5             | 80,3             | 3,0              | 2,2              | 0,5              | 0,2              | 14,8             | 9              | 9              | 40,0           | 43,6           | 50,0           | 88,6           | 2,6            | 2,3            | 0,7            | 0,3            | 19,2           |
| 1997/98                                                                                  | Нью-Йорк | 82               | 82               | 34,7             | 44,7             | 38,5             | 85,1             | 3,3              | 2,6              | 0,8              | 0,3              | 18,4             | 10             | 10             | 40,3           | 43,4           | 39,1           | 86,2           | 3,8            | 2,8            | 0,5            | 0,1            | 21,1           |
| 1998/99                                                                                  | Нью-Йорк | 50               | 50               | 36,3             | 41,8             | 40,7             | 86,2             | 3,0              | 2,7              | 0,7              | 0,2              | 16,3             | 20             | 20             | 39,2           | 44,3           | 25,0           | 88,3           | 2,7            | 2,6            | 0,4            | 0,1            | 18,5           |
| 1999/00                                                                                  | Нью-Йорк | 82               | 82               | 38,6             | 48,3             | 43,6             | 83,8             | 3,3              | 2,7              | 0,8              | 0,2              | 19,7             | 16             | 16             | 40,9           | 43,8           | 50,0           | 86,2           | 3,3            | 1,6            | 1,2            | 0,2            | 17,6           |
| 2000/01                                                                                  | Нью-Йорк | 78               | 78               | 36,6             | 44,9             | 38,1             | 90,9             | 3,6              | 2,2              | 0,7              | 0,1              | 18,7             | 5              | 5              | 37,8           | 59,4           | 54,5           | 100,0          | 1,8            | 1,4            | 1,0            | 0,2            | 20,8           |
| 2001/02                                                                                  | Нью-Йорк | 77               | 77               | 37,8             | 43,7             | 39,3             | 87,0             | 3,3              | 2,5              | 0,7              | 0,1              | 20,4             | Не участвовал  | Не участвовал  | Не участвовал  | Не участвовал  | Не участвовал  | Не участвовал  | Не участвовал  | Не участвовал  | Не участвовал  | Не участвовал  | Не участвовал  |
| 2002/03                                                                                  | Нью-Йорк | 82               | 82               | 37,9             | 44,5             | 39,6             | 91,9             | 2,8              | 2,7              | 0,7              | 0,1              | 22,5             | Не участвовал  | Не участвовал  | Не участвовал  | Не участвовал  | Не участвовал  | Не участвовал  | Не участвовал  | Не участвовал  | Не участвовал  | Не участвовал  | Не участвовал  |
| 2003/04                                                                                  | Нью-Йорк | 50               | 50               | 36,0             | 43,5             | 43,1             | 91,3             | 2,4              | 2,0              | 0,8              | 0,0              | 18,5             | Не участвовал  | Не участвовал  | Не участвовал  | Не участвовал  | Не участвовал  | Не участвовал  | Не участвовал  | Не участвовал  | Не участвовал  | Не участвовал  | Не участвовал  |
| 2004/05                                                                                  | Нью-Йорк | 20               | 11               | 26,6             | 41,5             | 38,8             | 83,7             | 1,2              | 2,1              | 0,4              | 0,1              | 11,9             | Не участвовал  | Не участвовал  | Не участвовал  | Не участвовал  | Не участвовал  | Не участвовал  | Не участвовал  | Не участвовал  | Не участвовал  | Не участвовал  | Не участвовал  |
|                                                                                          | Всего    | 839              | 727              | 33,7             | 44,4             | 40,2             | 86,3             | 2,9              | 2,4              | 0,7              | 0,2              | 17,3             | 63             | 63             | 40,1           | 44,8           | 42,0           | 88,4           | 2,9            | 2,2            | 0,7            | 0,2            | 19,3           |
| Наведите курсор мыши на аббревиатуры в заголовке таблицы, чтобы прочесть их расшифровку. |          |                  |                  |                  |                  |                  |                  |                  |                  |                  |                  |                  |                |                |                |                |                |                |                |                |                |                |                |

### Статистика в NCAA
| Сезон | Команда  | Conf  | Class | GP  | GS  | MPG  | FG%  | 3P%  | FT%  | RPG | APG | SPG | BPG | PPG  |
| --- | -------- | ----- | ----- | --- | --- | ---- | ---- | ---- | ---- | --- | --- | --- | --- | ---- |
| 1989/90 | Теннесси | SEC   | FR    | 30  | 30  | 36,1 | 43,7 | 43,2 | 80,5 | 2,9 | 4,2 | 1,2 | 0,4 | 20,3 |
| 1990/91 | Теннесси | SEC   | SO    | 34  | 34  | 35,6 | 48,2 | 42,9 | 86,3 | 3,1 | 3,9 | 1,1 | 0,5 | 23,7 |
| 1991/92 | Теннесси | SEC   | JR    | 34  | 34  | 36,4 | 45,3 | 41,8 | 84,0 | 5,3 | 3,2 | 0,9 | 0,4 | 21,1 |
| 1992/93 | Теннесси | SEC   | SR    | 30  | 30  | 35,8 | 46,5 | 41,4 | 87,8 | 4,8 | 3,1 | 0,9 | 0,3 | 22,3 |
| Всего | Всего    | Всего | Всего | 128 | 128 | 36,0 | 46,0 | 42,4 | 84,9 | 4,0 | 3,6 | 1,0 | 0,4 | 21,9 |
| Наведите курсор мыши на аббревиатуры в заголовке таблицы, чтобы прочесть их расшифровку Статистика приведена с сайта sports-reference.com |          |       |       |     |     |      |      |      |      |     |     |     |     |      |